# Majdan (gmina Šekovići)
Majdan (cyr. Мајдан) – wieś w Bośni i Hercegowinie, w Republice Serbskiej, w gminie Šekovići. W 2013 roku liczyła 13 mieszkańców.